# Universität Dhofar

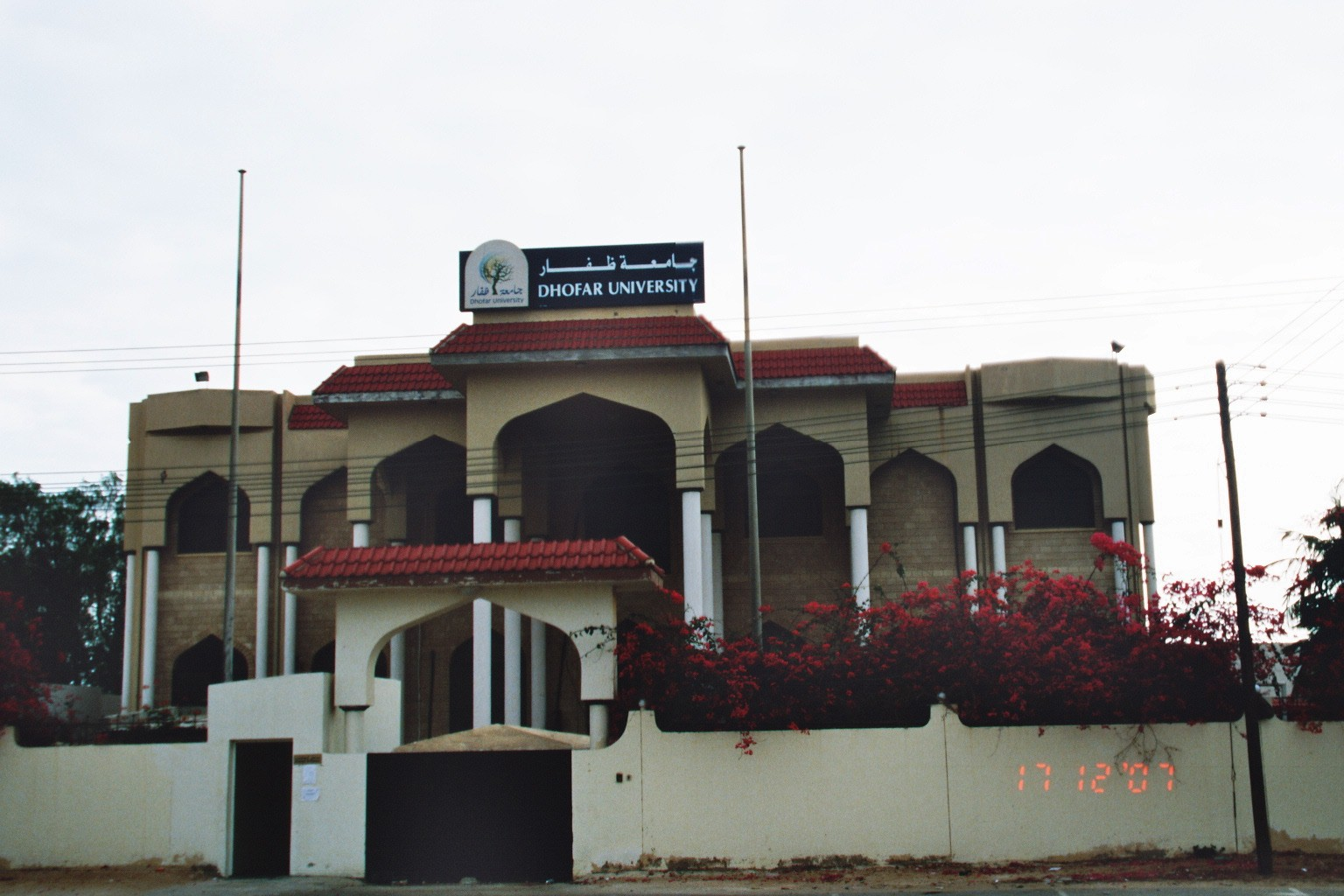
Hauptgebäude

Die Universität Dhofar (arabisch جامعة ظفار, DMG Ǧāmiʿat Ẓufār ‚Universität von Dhofar‘, englisch Dhofar University) ist eine private Universität in Salala im Gouvernement Dhofar im Südwesten des Sultanats Oman. Sie ist an der Börse Maskat notiert.

## Geschichte
Sultan Qabus erließ 1999 das königliche Dekret 41/99, das den Aufbau privater Universitäten in Oman erlaubte. Die Regierung unterstützt dabei die Gründung mit einer Reihe von Maßnahmen: Steuerfreiheit für fünf Jahre; kostenloses Bauland, Kapitalbeihilfen bis zu 50 % des Eigenkapitals (maximal 3 Mio. omanischen Rial), staatliche Stipendien für Studenten aus einkommensschwachen Familien. Dabei versucht die Regierung die Qualität der Lehre durch die verpflichtende Kooperation mit einer anerkannten ausländischen Universität und der verpflichtenden Akkreditierung beim Oman Accreditation Council (OAC) sicherzustellen.
Die Errichtung der DU wurde mit der Verordnung 5/2004 des Hochschulministers im Januar 2004 genehmigt. Im September 2004 nahm die Universität ihren Studienbetrieb mit ihrem ersten Jahrgang auf. Die Dhofar-Universität unterhält mit der Amerikanischen Universität Beirut eine bis 2010 befristete akademische Kooperation.
Am 22. November 2010 wurde der neue Campus offiziell eingeweiht. Auf dem Gelände befinden sich Verwaltungsgebäude, eine Bibliothek, Gebäude für das College of Arts and Applied Sciences, das College of Engineering sowie das College of Commerce and Administrative Sciences. Daneben wurde Vorlesungsräume, ein Freizeitzentrum und eine Aula mit 1.300 Sitzplätzen errichtet, sowie ein Wohnheim für 800 Studentinnen und Wohnhäuser für den Rektor und die Dekane der Universität. Die Gesamtkosten beliefen sich auf über 30 Mio. RO.

## Ruf

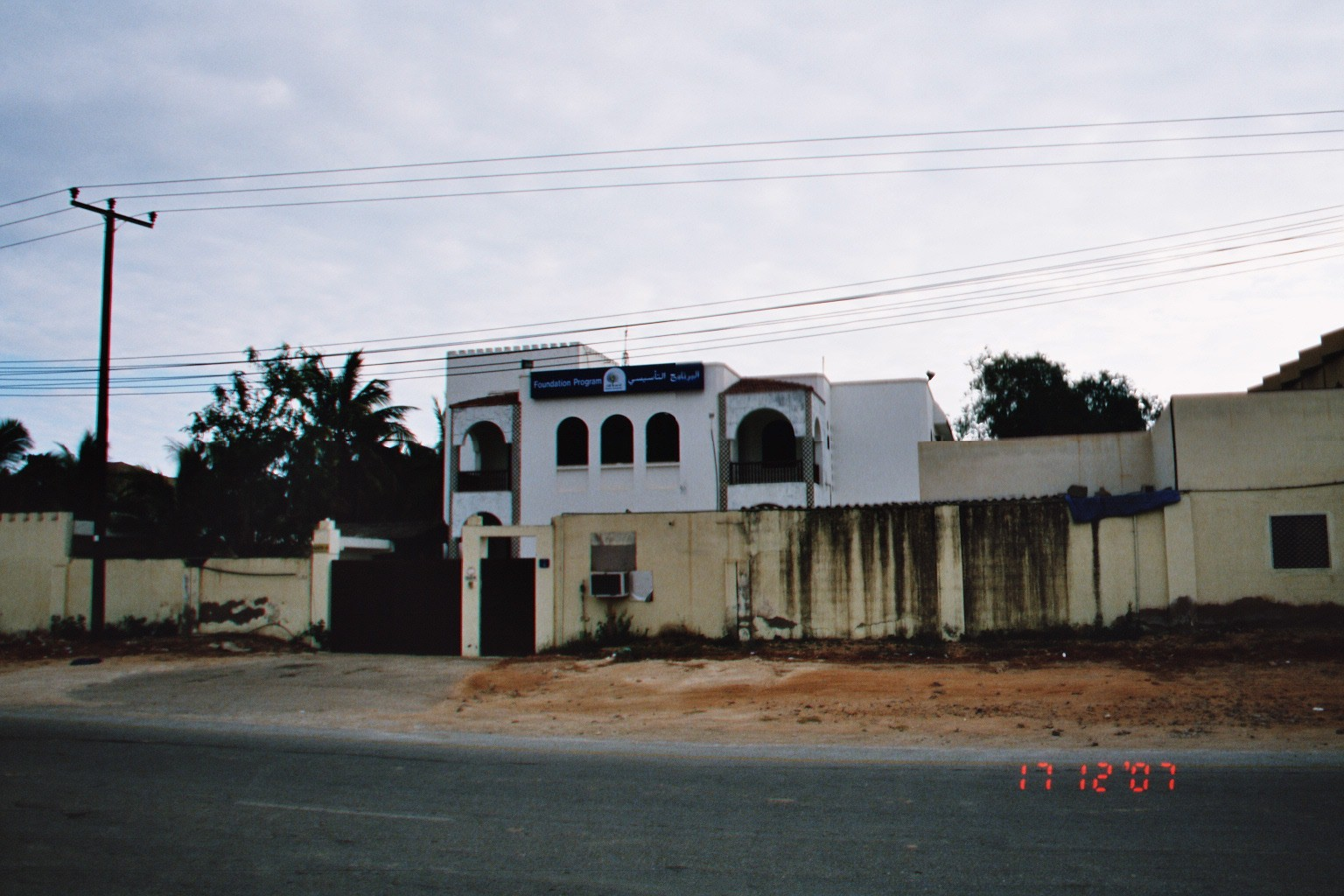
Grundlehrgangsgebäude

Die Universität genießt – wie viele private Hochschulen in den arabischen Golfstaaten – keinen guten akademischen Ruf. Ihr wird vorgeworfen, den Studienbetrieb auf Profitmaximierung zu trimmen. Außerdem wurden Missstände in der Administration und Mitarbeiterführung bekannt. Der Grundlehrgang soll nicht ausreichend auf das grundständige Studium vorbereiten. Diese Unzulänglichkeiten führten wahrscheinlich zu den sinkenden Studentenzahlen.
Diese Ergebnisse (unqualifizierter Lehrkörper unzulängliche Gebäude, Ressourcenmangel, veraltete Lehrmethoden) werden auch durch eine unabhängige Studie bestätigt. Hinzu kommt, dass das OAC seine Arbeit nur sehr schleppend aufgenommen hat und bei der Durchsetzung von Standards bisher nicht sehr erfolgreich war.

## Studentenzahlen
Im akademischen Jahr 2006/07 studierten insgesamt 1564 Studenten an der Hochschule. Dies sind 14,3 % weniger als im Vorjahr.
| akademisches Jahr      | 2006/07 | 2005/06 |
| ---------------------- | ------- | ------- |
| Gesamtanzahl Studenten | 1564    | 1824    |
| davon Männer           | 556     | 741     |
| davon Frauen           | 1008    | 1083    |
| Frauenquote            | 64 %    | 59 %    |

## Akademische Einrichtungen und Abschlüsse

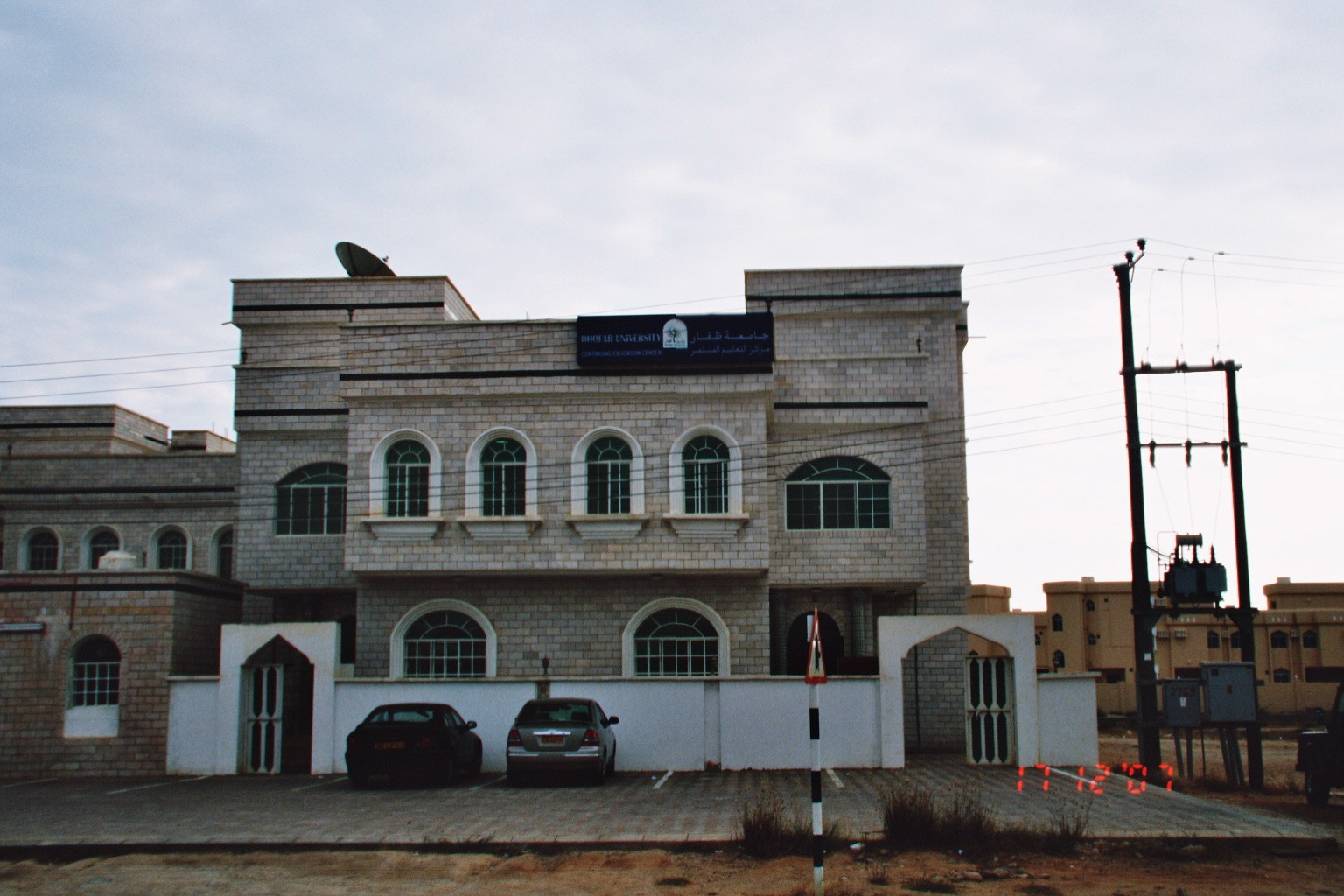
Nebengebäude

- An der Fakultät für Kunst und angewandte Wissenschaften (engl. College of Arts and Applied Sciences) sind Hauptfächer in Informatik, Pädagogik, Anglistik, Übersetzung (engl. Translation), Mathematik, Chemie, Physik und Sozialpädagogik eingerichtet. Daneben kann Arabisch als Nebenfach belegt werden. Außerdem kann an dieser Fakultät auch ein Post-Bachelor Diplomkurs in Didaktik absolviert werden. Außerdem erhielt die DU vom omanischen Wissenschaftsministerium die Erlaubnis, ab dem akademischen Jahr 2007/08 auch ein Masterstudiengang in Englischer Didaktik anzubieten.
- An der Fakultät für Handels- und Wirtschaftswissenschaften (engl. College of Commerce and Business Administration) können die Hauptfächer Rechnungswesen, Finanzwesen, Marketing, Management und Management Informationssysteme belegt werden. Außerdem können Studenten ohne ein spezielles Hauptfach Allgemeine Betriebswirtschaftslehre studieren.
- Die Fakultät für Ingenieurwissenschaften (engl. College of Engineering) bietet Studiengänge in Elektrik und Elektronik, Maschinenbau und Grafikdesign an.